# Flores Historiarum

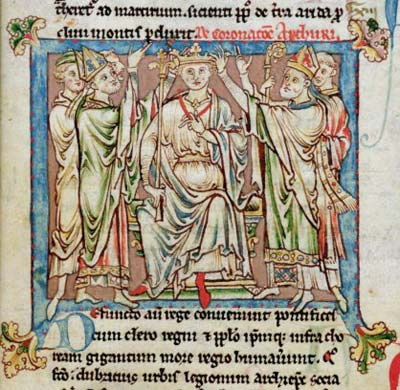
King Arthur - miniatura del Chetham MS 6712 Flores Historiarum, de Matthew Paris o després

Les Flores Historiarum (Flors de la història) és el nom de dues cròniques llatines diferents però relacionades d' historiadors anglesos medievals, en Roger de Wendover, i en Matthew Paris, creades al segle XIII, i associades originalment a l'Abadia de Sant Albà, a Anglaterra.

## Flores Historiarumd'en Roger de Wendover
El primer Flores Historiarum va ser creat pel monjo i escriptor de l'abadia de Sant Albà, Roger de Wendover, volent relatar una cronologia des de la Creació fins al 1235, l'any abans de la seva mort. Al prefaci, en Wendover anomena la seva obra Flores Historiarum afirma per haver seleccionat "dels llibres d'escriptors catòlics dignes de crèdit, de la mateixa manera que es recullen flors de diversos colors de diversos camps". Tot i això, com la majoria de cròniques, ara es valora no tant pel que es va extreure d'escriptors anteriors, com per la narració dels esdeveniments contemporanis, en aquest cas del 1215 al 1235, inclosa la signatura de la Carta Magna pel rei Joan a Runnymede.

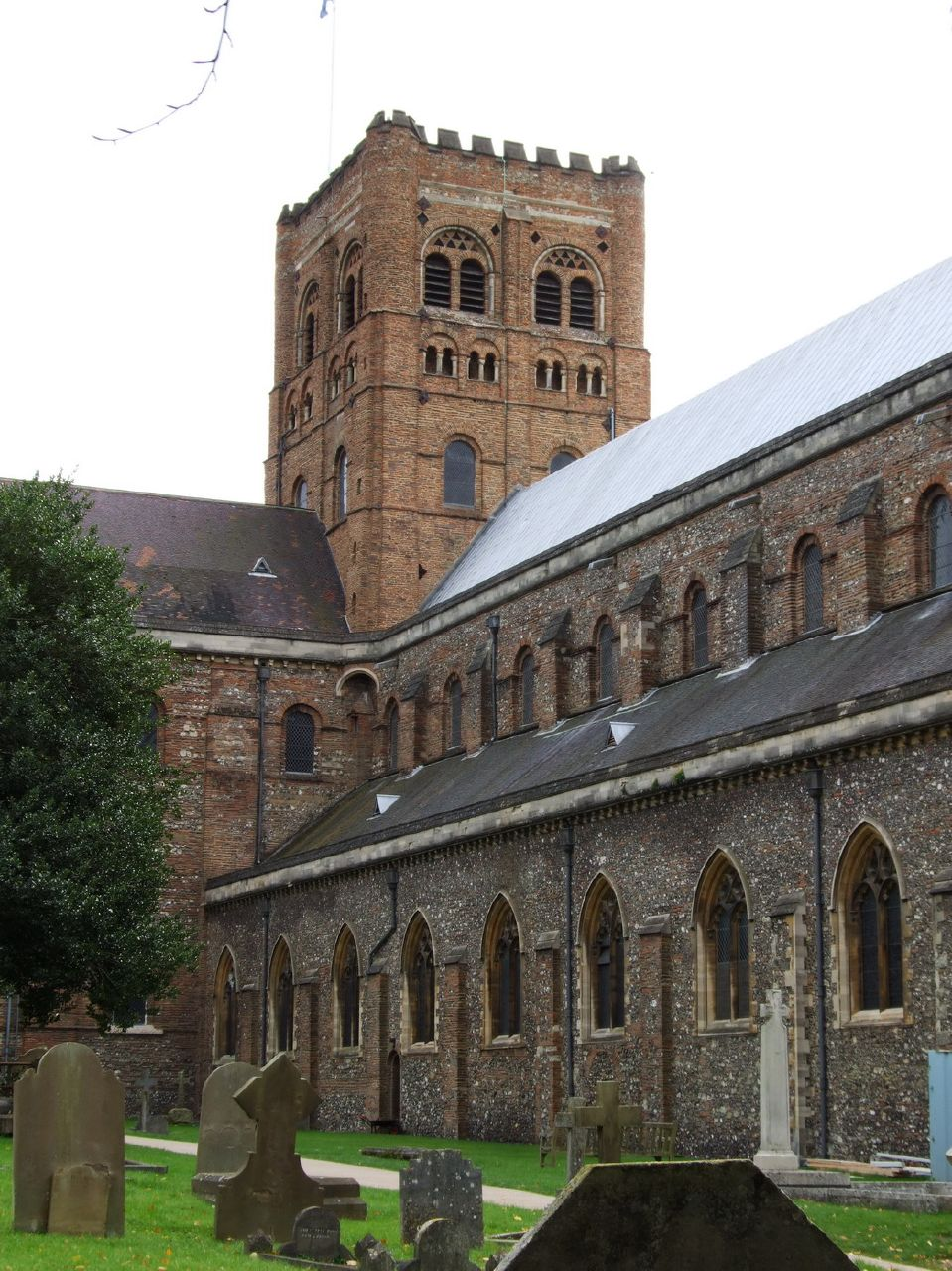
Catedral de l'abadia de Sant Albà

Han sobreviscut un manuscrit del segle XIII a la Biblioteca Bodleian (MS Douce 207), una còpia mutilada del segle XIV a la Biblioteca Britànica ( Cotton MS Otho BV), i en la versió adaptada per en Matthew Paris, a la primera part. de la seva Chronica Majora (ed. Henry Richards Luard, Rolls Series, set volums).
Les fonts reunides a les Flores Historiarum inclouen Beda, Geoffrey de Monmouth, Sigebert de Gembloux, Florence de Worcester, Simeó de Durham, Guillem de Malmesbury, Enric de Huntingdon, Robert de Monte, Guillem de Tir, Ralph de Diceto, Benedictus Abbas, Roger de Hoveden i Ralph de Coggeshall (fins al 1194). Una llista detallada la dóna Henry Richards Luard, que en el seu text també marca la font aparent de cada secció.
A partir de 1201 i durant el regnat del rei Joan es basa en una font comuna amb els Annales Sancti Edmundi, posteriorment emprada també per John de Taxster, i també per alguns annals afegits a la còpia de St. Albans de Diceto.
S'ha discutit la data de creació del fragment més antic de la compilació. El manuscrit de la Biblioteca Bodleian, escrit cap al 1300, conté una nota marginal vers l'annal de 1188 que diu "fins aquí al llibre de cròniques de l'abat Joan". Luard va considerar que això significava que hi havia existit un nucli de les Flores Historiarum fins al 1188, supervisat per Joan de Wallingford en algun moment durant el seu mandat com a abat de St Albans entre 1195 i 1214.
D'altra banda, el 1188 també és quan conclou el primer manuscrit de la Chronica Majora de Mateu Paris, amb la fi del regnat d'Enric II, pel que una visió alternativa és que la Chronica Majora podria haver estat el llibre de cròniques referit, que podria haver estat en la possessió d'un posterior abat Joan al tombant del segle XIV quan es va redactar el manuscrit.
Tenint en compte el text mateix, algunes de les parts anteriors de l'obra es basen en gran manera en la Historia scholastica (ca. 1173) de Petrus Comestor, una còpia de la qual no es va introduir al monestir fins a l'abadia de Joan de Wallingford.
L'obra de Diceto, que s'utilitza a tot el Flores, però sobretot després de 1066, tampoc va ser copiada per a l'Abadia fins al 1204. En la seva forma final, el text de 1179 conté una referència al Concili del Laterà de 1215, i Vaughan troba que tots els manuscrits existents en última instància descendeixen d'un exemplar ancestral comú que no pot ser anterior al 1228. Tanmateix, Vaughan no descarta la possibilitat que hi hagi hagut alguna recopilació anterior emprada per Wendover, i troba algunes proves d'aquesta compilació, que s'estén potser fins al 1066.

## Flores Historiarumde Mateu de París, i la seva continuació

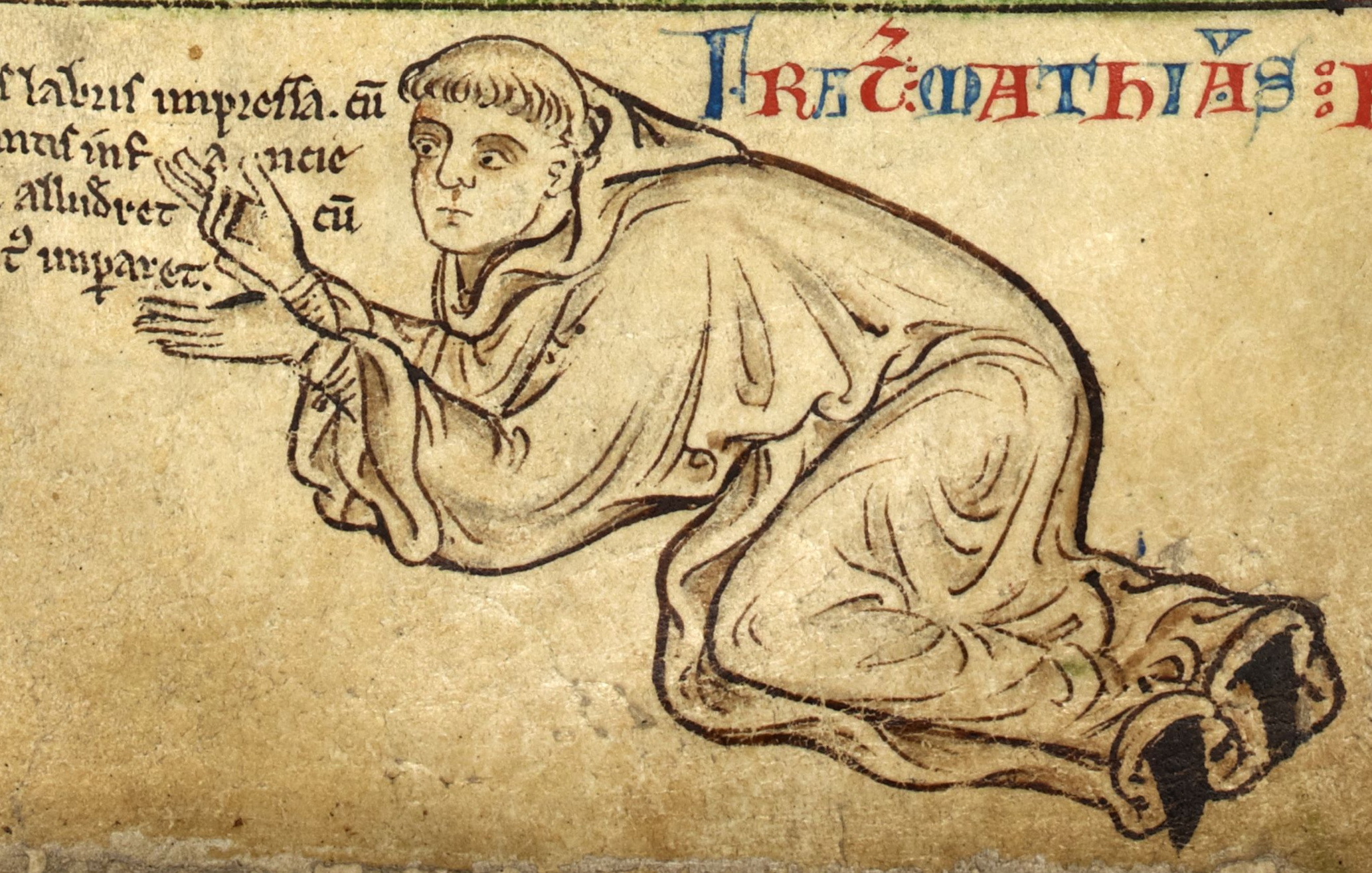
Mateu de París

La segona i més àmpliament distribuïda Flores Historiarum va des de la creació fins al 1326 (tot i que alguns manuscrits anteriors acaben el 1306). Va ser compilat per diverses persones i va adquirir ràpidament popularitat en ser continuat per moltes mans en moltes tradicions manuscrites. Entre els vint manuscrits supervivents es troben els compilats a St. Benet Holme, Norfolk, continuats a l'abadia de Tintern (Royal Mss 14.c.6); a Norwich (cottonian Claudius E 8); Rochester (Cottonian Nero D 2); St Paul's, Londres (Lambeth Mss 1106); St Mary's, Southwark ( Biblioteca Bodleian, Rawlinson Mss B 177); i a St Augustine's, Canterbury (Harley MS 641).
Va ser escrit originalment a l'Abadia de Sant Albà i més tard a l'Abadia de Westminster. El manuscrit més antic, base de totes les diverses continuacions, es conserva a la Chetham's Library, Manchester. De mà de Matthew Paris es va actualitzar aquest manuscrit fins al 1265, amb breus notes i esmenes. Una continuació va portar la crònica fins al 1306; la continuació de 1306 a 1325/26 va ser compilada a Westminster per Robert de Reading (m. 1325) i un altre monjo de Westminster.
El segon Flores Historiarum es va atribuir durant molts anys a un " Mateu de Westminster ", que Henry Richards Luard va demostrar que era en realitat Matthew Paris.
El Flores Historiarum s'oposa clarament a Robert el Bruce. Segons la crònica, després que Bruce s'hagués coronat rei d'Escòcia a la primavera de 1306, lady Elisabeth Bruce li diu al seu marit: "Crec que ets un rei d'estiu; potser no seràs un d'hivern".